# Atjur'evskij rajon
L'Atjur'evskij rajon (in russo Атюрьевский район?) è un municipal'nyj rajon della Repubblica Autonoma di Mordovia, nella Russia europea.